# آمندولا (متروی میلان)
آمندولا (انگلیسی: Amendola) ایستگاهی در خط ۱ متروی میلان در میلان ایتالیا است. ایستگاه زیرزمینی در ۱ نوامبر ۱۹۶۴ به عنوان بخشی از خط متروی میلان، بین محله سستو مارلی و لوتو افتتاح شد.